# ミハイル・ボンチ＝ブルエヴィッチ
ミハイル・ドミートリエヴィッチ・ボンチ＝ブルエヴィッチ（ロシア語: Михаил Дмитриевич Бонч-Бруевич、1870年2月24日 - 1956年8月3日）は、ロシア帝国、ソビエト連邦の軍人。ロシア帝国軍時代は少将、労農赤軍では中将。
貴族出身。弟のウラジーミル・ボンチ＝ブルエヴィッチは共産党の活動家。

## 経歴
1891年、モスクワ・コンスタンチン境界大学を卒業。

### 軍歴
- 1892年 - モスクワ歩兵士官学校軍事教員課程を修了
- 1898年 - 参謀本部アカデミーを卒業
- 1913年 - 大佐に昇進
- 1914年 - 歩兵連隊長
- 1914年8月～9月 - 南西戦線第3軍本部補給総監
- 1915年1月 - 少将に昇進
- 1915年4月 - 第6軍参謀長（ペトログラード）
- ～1916年2月 - 北部戦線参謀長
- 1916年3月 - プスコフ守備隊長

### ロシア革命
二月革命後、プスコフ・ソビエトと接触を取って協力し、「ソビエトの将軍」（ロシア語: советский генерал）のあだ名を得た。ラーヴル・コルニーロフ将軍の行動時、将兵間の紛争を防止するために、戦線政治委員サヴィツキーと協力した。8月29日、コルニーロフ支持の立場を取った北部戦線総司令官V.クレムボフスキーは臨時政府により更迭され、ボンチ＝ブルエヴィッチが総司令官臨時代行に任命された。この際、コルニーロフ派の第3騎兵軍団長P.クラスノフをプスコフで拘束した。ボンチ＝ブルエヴィッチは、総司令官臨時代行就任に当たって、「敵は我々の前に肉薄し、近い内に決定的打撃を行う準備をしている。北部戦線の軍が艦隊と協同して敵に決定的抵抗を示さなければ、我が祖国の死は避けられないだろう」との命令を下達した。9月9日、総司令官職をV.チェレミソフと交代し、最高司令官付となった。スタフカ着任後、モギリョフ・ソビエトと連絡を取り、モギリョフ守備隊長となる。
11月9日、人民委員会議の指示により、ドイツとの交渉を開始する。ソビエト政権は、ボンチ＝ブルエヴィッチに最高司令官就任を提案したが、彼はこの情勢下では政治家が就任すべきと考え、N.クリレンコが任命された。赤軍によるスタフカ占領後、ボリシェヴィキを「ロシアを破滅と完全消滅から救える唯一の勢力」と見て、最高司令官参謀長職を受け入れ、軍の戦闘能力の維持に努めた。11月28日、「前線からの逃亡の阻止の緊急措置」を取ることを各軍司令官に呼びかけた。軍内における選挙制の導入については、「部隊統制機構の完全な崩壊、それ故、軍の戦闘能力の完全な喪失」と考えていた。
1918年初め、軍の戦闘能力喪失について人民委員会議に報告し、ドイツとの和平署名の決断を政府に迫った。この間、軍事財産の後方への疎開を組織し、ドイツ軍の攻勢までに一部の撤収に成功した。ブレスト・リトフスク和平交渉断絶とドイツ軍の攻勢後、ウラジーミル・レーニンの要請により、モギリョフからペトログラードに出頭し、ドイツ軍への抵抗の組織を命じられた。
ブレスト＝リトフスク条約署名後、1918年3月4日、最高軍事会議に入り、翌日、総司令官職の廃止とその本部の解散について命令した。ボンチ＝ブルエヴィッチは、ドイツ及びオーストリア・ハンガリー軍の更なる前進を妨げるため、旧帝国軍将校の受け入れを発議した。6月、最高軍事会議本部はモスクワからムロフに移転した。7月9日～10日、最高軍事会議本部の奪取を目的とする「祖国と自由の擁護連合」派によりムロフは奪取されたが、ボンチ＝ブルエヴィッチは事件前日にモスクワに出ており無事だった。ロシア内戦勃発後、ボンチ＝ブルエヴィッチは、自らの無能力を実感して辞表を提出し、8月27日に解任された。

### その後
1918年末～1919年初め、境界大学の講師となり、その後、最高測地管理局の創設業務を指揮した。1919年6月18日～7月22日、共和国革命軍事会議野戦本部長。その後、科学・教育業務に従事した。1944年、中将の階級を授与。

## 参考資料
- "Политические деятели России 1917.  биографический словарь", Москва,  1993